# Complicated (Avril-Lavigne-Lied)
Complicated (englisch für „Kompliziert“) ist die Debütsingle der franko-kanadischen Pop-Rock-Sängerin Avril Lavigne aus dem Jahr 2002. Das Stück ist die erste Auskopplung aus Lavignes Debütalbum Let Go. Dank weltweit hoher Chartplatzierung stellt das Lied Lavignes kommerziellen Durchbruch als Sängerin dar.

## Hintergrund
Nachdem Lavigne ihren Plattenvertrag bei Arista Records im November 2000 unterschrieben hatte, zog sie mit Hilfe des Geschäftsführers von Arista Records, L.A. Reid, nach New York City. Dort begann sie die Arbeiten an ihrem Debütalbum Let Go, bei der sie mit einigen Songschreibern und Musikproduzenten zusammen arbeitete. Für sechs Monate ließ das Label sie mit zwei weiteren Songschreibern zusammenarbeiten, doch diese Zusammenarbeit brachte keine nennenswerten Erfolge, so dass Lavigne kurz davor war, von ihrem Label gekündigt zu werden. Ihr Management gab ihr Songs von anderen Songwritern, die sie jedoch alle abgelehnt hatte, da sie selbst Songs schreiben wollte. Lavigne zog zurück nach Los Angeles, wo sie mit dem Musikproduzenten und Songschreiber Clif Magness zusammenarbeitete. Zusammen schrieben beide die Lieder Losing Grip und Unwanted, welche sich Lavigne als Lieder auf ihrem ersten Studioalbum vorstellen konnte. Arista Records war jedoch wegen der starken Gitarrenlastigkeit der Lieder nicht begeistert und suchte weiterhin andere Produzenten.
Zwei Jahre nach dem Abschluss der Plattenvertrages wurde das Produzententrio The Matrix auf Lavigne aufmerksam. Arista konnte nicht die ihrer Meinung nach richtige Musikrichtung für Lavigne finden, also schlug der Manager des Musikproduzententrios vor, dass diese mit Lavigne zusammenarbeiten sollen. Laut The-Matrix-Mitglied Lauren Christy hörten sie sich frühere Lieder von Lavigne an. Als Lavigne das Studio von The Matrix betrat, bemerkten diese sofort, dass ihre aktuelle Musikrichtung unpassend zu ihrem Image und ihrer Attitüde sei. Nachdem sie mit Lavigne gesprochen hatten, sagte Lavigne, dass sie Lieder mit Punk-Rock-Neigungen möchte und spielte ihnen eines ihrer Lieder vor. The Matrix sagten ihr, sie soll am nächsten Tag wiederkommen und am Nachmittag desselben Tages schrieben sie Complicated und einen weiteren Song. Sie spielten diese Lavigne am nächsten Tag vor und Lavigne war begeistert. Sie präsentierte Complicated L.A. Reid, dieser war einverstanden mit der Musikrichtung welche Lavigne und The Matrix mit Complicated begingen und bestimmte das Lied als Lead-Single für ihr Album.

## Musikalisches und Inhalt
Complicated ist ein Pop-Rock-Song mit einer Länge von 4:03 Minuten. Der in F-Dur geschriebene Song hat einen Viervierteltakt und besitzt ein Tempo von 80 Schlägen pro Minute. Textlich handelt das Lied über Personen, die sich gegenüber anderen verstellen und nicht sie selbst sind.

## Musikvideo
Das Musikvideo zu Complicated wurde von den Filmregisseureteam The Malloys in der Eagle Rock Plaza Mall und im Griffith Park in Los Angeles gedreht. Das Video wurde innerhalb von 14 Stunden gedreht und die Mall blieb während der Dreharbeiten offen. Das Musikvideo startet mit Lavigne, die ihre Bandkollegen fragt, ob sie die Mall „crashen“ wollen. Zusammen fahren sie Skateboard in der Mall, ärgern andere Kunden und Angestellte und verursachen generell Chaos in der Mall. Unterbrochen werden diese Szenen von Filmmaterial, welches Lavigne und ihre Band beim Aufführen des Songs in einem Skatepark zeigen. Das Musikvideo zu Complicated erreichte bei YouTube (Stand: Juni 2023) über 597 Millionen Aufrufe.
Das Video wurde in zwei Tagen im Eagle Rock Plaza in Los Angeles gedreht. Während der Dreharbeiten blieb das Einkaufszentrum geöffnet. Das Video zu „Complicated“ wurde vom 4. bis 5. März 2002 in L.A. gedreht. Das Musikvideo wurde im April 2002 veröffentlicht.

## Rezeption

### Rezensionen
Complicated wurde von den Kritikern gemischt aufgenommen. Alexander Cordas von Laut.de bezeichnet Complicated als „Gedudel“, wodurch das Album beim Hören „in dermaßen seichte Gewässer abdriftet, dass nicht mal mehr ein Schwimmring nötig wäre, um sich aus den glatt gebügelten Untiefen dieser Platte befreien zu können.“. Armin Linder von Plattentests.de hingegen hält das Lied für „einen unwiderstehlicher Hit, der auch nach zig Durchläufen keinerlei Abnutzungserscheinungen zeigt und bei dem Avrils unschuldig-relaxte Stimme zu Hochform aufläuft“. Auch Christina Saraceno von Allmusic bewertet Complicated positiv. Für sie hat das Lied Ähnlichkeit mit Don't Let Me Get Me von Pink. Das Lied besitze einen „Killer-Chorus“ und ist ein „Knockout Radio-Hit“, so die Kritikerin weiter. David Browne von Entertainment Weekly hält hingegen den Refrain für schlecht und schrieb: „Zu schade, dass der Song am schlechtesten Refrain in letzter Zeit steckenbleibt.“.
2009 wählten Leser der Zeitschrift Rolling Stone Complicated auf Platz 8 der Top-Singles der 2000er. Billboard notiert das Lied auf Platz 83 der Hot 100 Songs der 2000er.

### Preise
| Jahr | Auszeichnung                 | Kategorie                         | Resultat  |
| ---- | ---------------------------- | --------------------------------- | --------- |
| 2002 | MTV Video Music Awards 2002  | Best New Artist in a Video        | Gewonnen  |
| 2003 | Grammy Awards 2003           | Best Female Pop Vocal Performance | Nominiert |
| 2003 | Grammy Awards 2003           | Grammy Award for Song of the Year | Nominiert |
| 2003 | Juno Award 2003              | Single of the Year                | Gewonnen  |
| 2003 | MTV Video Music Awards Japan | Video of the Year                 | Nominiert |
| 2003 | MTV Video Music Awards Japan | Best Female Video                 | Nominiert |
| 2003 | MTV Video Music Awards Japan | Best New Artist Video             | Gewonnen  |

## Kommerzieller Erfolg

### Chartplatzierungen
Complicated stellt Lavignes kommerziellen Durchbruch da, mit diesem Lied konnte sie weltweit erstmals in die Singlecharts einsteigen. In den Billboard Hot 100 konnte der Song erstmals am 1. Juni 2002 auf Platz 68 einsteigen. In den folgenden Wochen stieg der Song weiter in diesen Charts, bis er am 3. August 2002 mit Platz 2 seine dortige Höchstposition erreicht hatte. Insgesamt verbrachte Complicated 16 Wochen in den Top 10 und 31 Wochen in den Top 100. Der Song konnte sich in den Vereinigten Staaten über 1,1 Millionen Mal verkaufen. In den britischen Singlecharts debütierte Complicated am 31. August 2002 auf Platz 84. Nach fünf Chartwochen erreichte das Lied mit Platz drei seine Höchstplatzierung, die zwei Wochen gehalten werden konnte. Insgesamt hielt er sich fünf Wochen in den Top 10 und 15 Wochen in den Charts. Am 2. März 2013 erreichte Complicated nochmals für eine Woche die britischen Singlecharts. Für über 400.000 verkaufte Exemplare wurde die Single von der British Phonographic Industry mit einer Goldenen Schallplatte ausgezeichnet.
In die deutschen Singlecharts stieg Complicated am 9. September 2002 auf Platz fünf ein. In der dritten Chartwoche erreichte das Lied Platz drei, welche drei Wochen gehalten werden konnte. Danach konnte sich das Lied noch weitere zwei Wochen in den Top 10 halten. Am 6. Januar 2003 nach 17 Chartwochen erfolgte die letzte Chartnotierung in Deutschland. Darüber hinaus konnte sich das Lied sechs Wochen an der Chartspitze der deutschen Airplaycharts platzieren. In Österreich stieg Complicated Anfang September 2002 in die Charts ein. Als Höchstplatzierung erreichte Lavigne hier Platz zwei, insgesamt zehn Wochen in den Top 10 und 21 Wochen in den Charts stehen hier zu buche. Von der IFPI Austria wurde der Song mit einer Goldenen Schallplatte ausgezeichnet. In der Schweizer Hitparade erreichte die Single ebenfalls Mitte September mit Rang zwei seine höchste Chartnotierung. Der Song verbrachte hier zwölf Wochen in den Top 10 und 29 Wochen in den Charts. Auch hier erfolgte die Verleihung einer Goldenen Schallplatte seitens der IFPI.
Nummer-eins-Platzierungen gelangen Complicated in Australien, Neuseeland und Norwegen. Weitere Top-10-Platzierungen gelangen unter anderem in Belgien (Flandern: 3, Wallonien: 5), Dänemark (Platz 2), Italien (Platz 2), den Niederlanden (Platz 4) und Schweden (Platz 2).
| ChartsChartplatzierungen       | Höchstplatzierung | Wochen |
| ------------------------------ | ----------------- | ------ |
| Deutschland (GfK)              | 3 (17 Wo.)        | 17     |
| Österreich (Ö3)                | 2 (31 Wo.)        | 31     |
| Schweiz (IFPI)                 | 2 (29 Wo.)        | 29     |
| Vereinigte Staaten (Billboard) | 2 (31 Wo.)        | 31     |
| Vereinigtes Königreich (OCC)   | 3 (15 Wo.)        | 15     |

| ChartsJahrescharts (2002)      | Platzierung |
| ------------------------------ | ----------- |
| Deutschland (GfK)              | 21          |
| Österreich (Ö3)                | 23          |
| Schweiz (IFPI)                 | 9           |
| Vereinigte Staaten (Billboard) | 11          |
| Vereinigtes Königreich (OCC)   | 36          |

| ChartsJahrescharts (2000–2009) | Platzierung |
| ------------------------------ | ----------- |
| Vereinigte Staaten (Billboard) | 83          |

### Auszeichnungen für Musikverkäufe
| Land/Region                  | Auszeichnungen für Musikverkäufe (Land/Region, Auszeichnung, Verkäufe) | Verkäufe  |
| ---------------------------- | ---------------------------------------------------------------------- | --------- |
| Australien (ARIA)            | 2× Platin                                                              | 140.000   |
| Belgien (BRMA)               | Gold                                                                   | 25.000    |
| Brasilien (PMB)              | Platin                                                                 | 60.000    |
| Dänemark (IFPI)              | Gold                                                                   | 45.000    |
| Deutschland (BVMI)           | Gold                                                                   | 250.000   |
| Italien (FIMI)               | Platin                                                                 | 100.000   |
| Japan (RIAJ)                 | Gold                                                                   | 100.000   |
| Kanada (MC)                  | 4× Platin                                                              | 320.000   |
| Neuseeland (RMNZ)            | 3× Platin                                                              | 90.000    |
| Norwegen (IFPI)              | Platin                                                                 | 10.000    |
| Österreich (IFPI)            | Gold                                                                   | 15.000    |
| Portugal (AFP)               | Gold                                                                   | 5.000     |
| Schweden (IFPI)              | Gold                                                                   | 15.000    |
| Schweiz (IFPI)               | Gold                                                                   | 20.000    |
| Spanien (Promusicae)         | Platin                                                                 | 60.000    |
| Vereinigte Staaten (RIAA)    | 4× Platin                                                              | 4.000.000 |
| Vereinigtes Königreich (BPI) | 2× Platin                                                              | 1.200.000 |
| Insgesamt                    | 8× Gold · 19× Platin ·                                                 | 6.455.000 |

Hauptartikel: Avril Lavigne/Auszeichnungen für Musikverkäufe